# 高等女学校

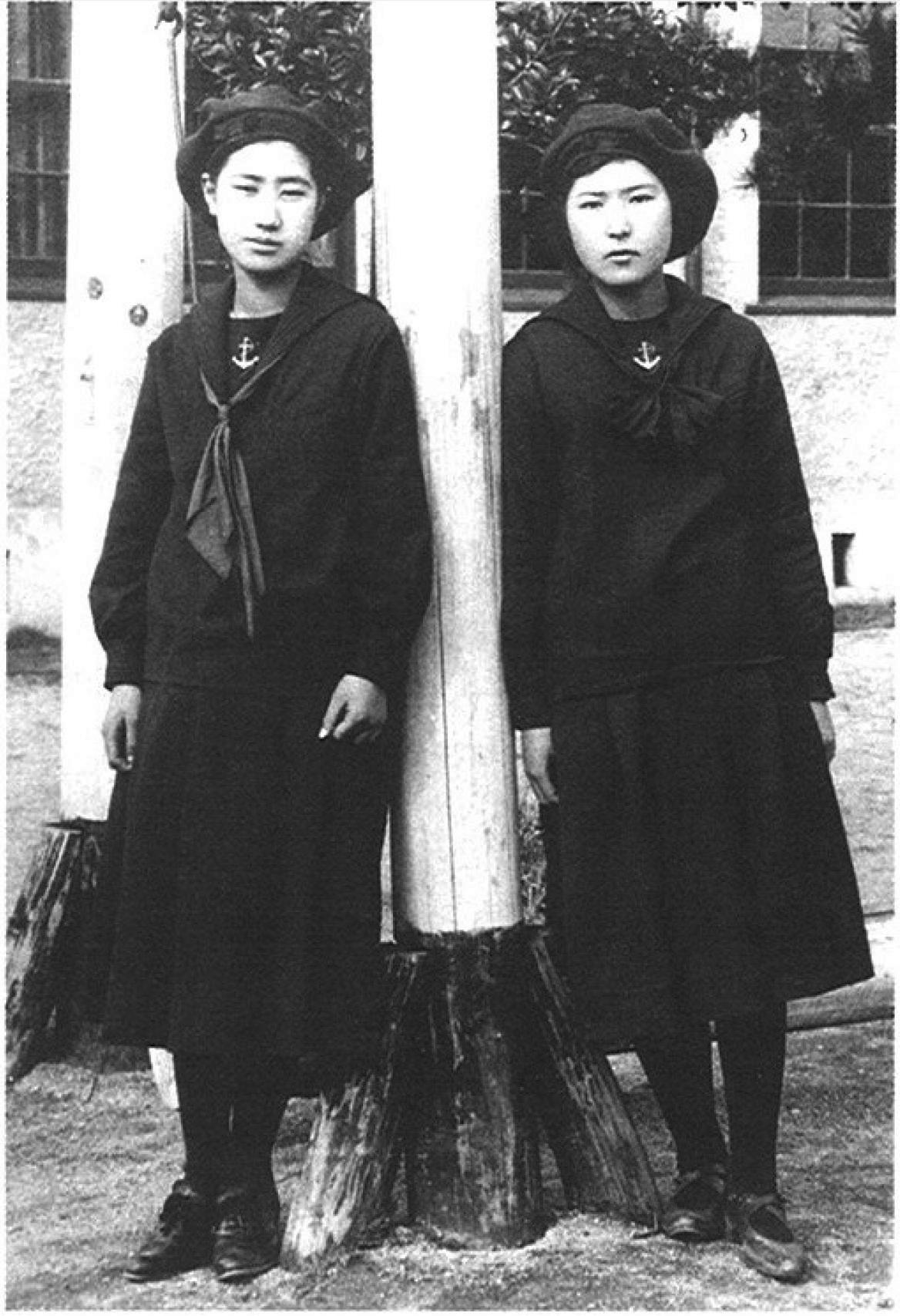
大正期の福岡女学校の生徒

高等女学校（こうとうじょがっこう）は、戦前期の日本における女子教育機関。以下に大別される。
1. 旧制中等教育学校のうち、女子に対して中等教育を行っていた教育機関。略称は「高女（こうじょ）」。
2. 1886年、東京女子師範学校附属高等女学校を文部省大臣官房の管轄に改め発足した女学校の名称。その後東京高等女学校と改称。⇒東京女子高等師範学校

本項では1.について詳述する。

## 概要

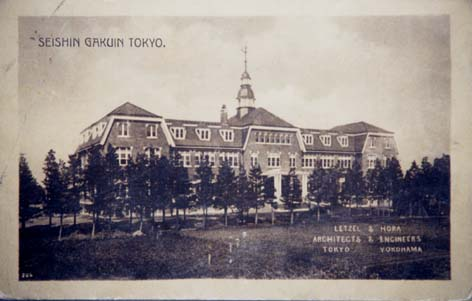
聖心女子学院高等女学校

明治初期に設立された女学校や女子中学校を前身とする。その当時はまだ女子に対する中等教育機関についての具体的な法令や規程はなかった。しかし徐々に整備がなされていき、1882年（明治15年）女子師範学校附属高等女学校の設立により、「高等女学校」という言葉が使われるようになる。1891年（明治24年）の中学校令改正では第14条に女子中等教育の規程が設けられ、高等女学校が初めて勅令の中に登場する。1895年（明治28年）には「高等女学校規程」が公布され、1899年（明治32年）には独立の学校令として高等女学校令が公布された。1943年（昭和18年）公布の中等学校令により、中学校・実業学校とともに旧制中等教育学校として同じ法令でまとめられた。
1947年（昭和22年）の学制改革（学校教育法の公布・施行）により高等女学校は生徒募集を停止し、翌1948年（昭和23年）3月に高等女学校は廃止され、同年4月に新制高等学校として発足した。このとき、旧制中学校とともにほとんどの公立高等学校が男女共学を実現した。
| 開始時（修了時）の年齢 | 高等女学校の学年 | 他の旧制学校・学年（1946年（昭和21年）時点）                                                           | 現在の学校・学年 |
| ---------------------- | ---------------- | --- | ---------------- |
| 12歳（13歳）           | 高等女学校1年    | 国民学校高等科1年、青年学校普通科1年、旧制中学校1年、実業学校1年 高等学校（旧制）尋常科1年             | 新制中学校1年    |
| 13歳（14歳）           | 高等女学校2年    | 国民学校高等科2年、青年学校普通科2年、旧制中学校2年、実業学校2年 高等学校（旧制）尋常科2年             | 新制中学校2年    |
| 14歳（15歳）           | 高等女学校3年    | 国民学校特修科、青年学校本科1年、旧制中学校3年、実業学校3年 高等学校（旧制）尋常科3年、師範学校予科1年 | 新制中学校3年    |
| 15歳（16歳）           | 高等女学校4年    | 青年学校本科2年、旧制中学校4年、実業学校4年 高等学校（旧制）尋常科4年、師範学校予科2年                 | 新制高等学校1年  |
| 16歳（17歳）           | 高等女学校5年    | 青年学校本科3年、旧制中学校5年、実業学校5年 高等学校（旧制）高等科1年、師範学校予科3年、大学予科1年    | 新制高等学校2年  |

## 歴史
- 1872年
  - 1月（旧暦:明治4年12月[注 1]）- 文部省、東京府下に官立（国立）の女学校を設置することを布達。
  - 3月（旧暦:明治5年2月[注 1]）- 官立女学校が開校。入学時年齢を8～15歳、修業年限を6年とする。
  - 9月4日（旧暦:明治5年8月2日[注 1]）- 学制が公布される。
  - 12月（旧暦:明治5年11月[注 1] - 東京女学校と改称。修業年限6年。
- 1875年（明治8年）- 学則を改正し、入学資格を小学校卒業程度（14歳以上）とすることにより中等教育に相当する機関に改組（修業年限は6年のまま）。
- 1877年（明治10年）2月19日 - 西南戦争による財政難で、東京女学校が廃校となり、在校生は東京女子師範学校に移され英文科に収容される。
- 1878年（明治11年）1月 - 東京女子師範学校、英文科を別科と改称。7月 - 東京女子師範学校、別科が廃止され、生徒を予科に編入。
- 1879年（明治12年）3月24日 - 東京女子師範学校の予科が廃止され、生徒を私立の女子師範予備学校に収容。
- 1880年（明治13年）7月 - 東京女子師範が予科を再設し、旧生徒を復校。
- 1879年（明治12年）9月29日 - 教育令（明治12年太政官布告第40号）が公布され、第42条に小学校を除いて男女別学が明文化される。
- 1882年（明治15年）7月10日 - 東京女子師範学校の予科が改組され、高等女学校が附設される（東京女子師範学校附属高等女学校（※現お茶の水女子大学附属中学校・お茶の水女子大学附属高等学校））。これ以降、「高等女学校」の名称が用いられるようになる
  - 修業年限を3年の「下等」と2年の「上等」の2等制(計5年)とする。
  - 入学資格を小学校[注 2]6年次（中等科修了程度）の修了以上の学力がある者と規定。
- 1885年（明治18年）8月 - 東京女子師範学校が統合により東京師範学校女子部となる。
- 1886年（明治19年）
  - 2月18日 - 東京師範学校女子部より附属高等女学校が分離し、「高等女学校」として独立（同年6月19日に東京高等女学校と改称）。
  - 4月10日 - 中学校令（明治19年勅令第15号）が公布されるが、女子の中等教育に関する規定はなかった。
- 1891年（明治24年）12月14日 - 中学校令の一部改正 （明治24年勅令第243号）
  - 14条に女子中等教育の規定が設けられ、高等女学校は尋常中学校の一種とされ、女子中等教育機関として初めて法制上の明文化が行われた。
- 1893年（明治26年）- 「尋常中学校高等女学校技芸学校設置ノ為メ町村学校組合ヲ設クルノ件」（明治26年勅令第33号）
- 1894年（明治27年）- 「尋常師範学校尋常中学校高等女学校教員免許検定ニ関スル規定」（明治27年文部省令第8号）
- 1895年（明治28年）1月29日 - 「高等女学校規程」が公布。
  - 修業年限を6年とする。ただし地域の状況により1年の伸縮（5年または7年）を認め、入学時の修了課程によって3年まで短縮（4年）できることとする。
  - 入学資格を尋常小学校を卒業した者（10歳以上）と規定。
  - 主に家政学に関わる学科を専攻とする技芸専修科の設置を認可。
- 1899年（明治32年）
  - 2月8日 - 「高等女学校令」（明治32年勅令第31号）が公布され、中学校令から分離・独立。
    - 修業年限4年を基本とする。土地の状況によって1年の伸縮（3年または5年）を認める。
    - 補習科（修業年限:2年以内）、技芸専修科、専攻科を設置することができる。
    - 入学資格を尋常小学校卒業者（10歳以上）から高等小学校2年修了者（12歳以上）とする。

  - 3月 - 「中学校及高等女学校設置廃止規則」・「高等女学校教員二関スル件」が制定される。
  - 4月 - 「師範学校中学校及高等女学校建築準則」が制定される。
- 1901年（明治34年）3月22日 - 「高等女学校令施行規則」を制定。
- 1907年（明治40年）7月18日 - 高等女学校令の改正（明治40年勅令281号）
  - 義務教育年限の延長[注 3]に伴う措置として、入学資格を12歳以上で尋常小学校（6年）卒業者と改める。その際修業年限1年の伸縮を認めていた従来の規定を改め、1年の延長だけを認める（短縮は認めない）こととし、修業年限4年と5年の2種類とする。
- 1910年（明治43年）10月26日 - 高等女学校令の改正（明治43年勅令第424号）
  - 技芸専修科の規定を改め、11条に家政の科目を主に学ぶ者のために実科を設置し、実科のみを設置する高等女学校を実科高等女学校[注 4]と称することを規定。
  - 実科の修業年限 - 入学資格により3種類とする。
    - 尋常小学校卒業程度（12歳以上）を入学資格とする場合は4年
    - 高等小学校第1学年修了程度（13歳以上）を入学資格とする場合には3年
    - 高等小学校卒業程度（14歳以上）を入学資格とする場合には2年(ただしこの場合には1年延長も可)。

  - 実科の科目 - 裁縫に多くの時間を当て、実業を加える。
  - 地方の情況に応じて実科高等女学校を高等小学校に附設することが認められる。
- 1920年（大正9年）7月6日 - 高等女学校令の改正（大正9年勅令第199号）
  - 設置者を従来の道府県から市町村・学校組合にも拡充。
  - 修業年限5年を基本とする。
  - 従来の専攻科に加え、高等女学校卒業者に対して高等科（修業年限:2～3年）の設置を可能とした。
- 1941年（昭和16年）4月1日 - 国民学校令の施行により、高等女学校の入学資格が国民学校初等科修了程度（12歳以上）となる。
- 1943年（昭和18年）
  - 1月21日 - 中等学校令（昭和18年勅令第36号）の公布、高等女学校規程の制定。
    - 中学校・高等女学校・実業学校の3種の学校が中等学校（旧制）として同じ制度で統一。
    - 昭和18年度入学生から修業年限が4年に短縮。
    - 国民学校高等科卒業程度（14歳以上）を入学資格とする高等女学校（修業年限2年）の設置を認可。
    - 夜間高等女学校（修業年限3年）の設置を認可。
    - 従来の補習科を廃止。
    - 実科高等女学校の名称を廃止。

  - 10月12日 - 教育ニ関スル戦時非常措置方策が閣議決定される。
    - 昭和19年度より4学年修了者にも上級学校入学の資格を与える。
    - 昭和20年3月より、中等学校令施行前に入学した生徒（1941年（昭和16年）入学生）にも修業年限4年を適用（修業年限短縮）する[注 5]。

  - 12月 - 第32軍(沖縄守備軍)司令部が直接沖縄県側に申し入れる形で県下15歳からの高等女学校の学徒隊編成が決定される。
- 1945年（昭和20年）
  - 3月 - 決戦教育措置要綱[注 6]が閣議決定され、昭和20年度（同年4月から翌3月末まで）授業が停止されることとなる。
    - 米軍の沖縄上陸を目前に沖縄県で県下9校の高等女学校の生徒が学徒隊（ひめゆり学徒隊・白梅学徒隊など）に編成され、看護活動などに従軍して夥しい犠牲者をだした。

  - 5月22日 - 戦時教育令が公布され、授業を無期限で停止することが法制化。
  - 8月15日 - 終戦。
  - 8月21日 - 文部省により戦時教育令の廃止が決定され、同年9月から授業が再開されることとなる。
  - 9月12日 - 文部省により戦時教育を平時教育へ転換させることについての緊急事項が指示。
- 1946年（昭和21年） - 修業年限が5年に戻る。
- 1947年（昭和22年）4月1日 - 学制改革（六・三制の実施、新制中学校の発足）
  - 高等女学校の生徒募集を停止。
  - 新制中学校を併設し（名称:高等女学校併設中学校、以下・併設中学校）、高等女学校1[注 7]・2年[注 8]修了者を新制中学校2・3年生として収容。
  - 新制中学校は経過措置として暫定的に設置されたため、新たに生徒募集は行われず、在校生が2・3年生のみの中学校であった。ただし私立に関しては生徒募集を継続し、現在でも中高一貫校として残す学校が多い。
  - 高等女学校3[注 9]・4年[注 10]修了者はそのまま高等女学校の在籍とし、その4・5年生となる（4年で卒業もできた）。
- 1948年（昭和23年）4月1日 - 学制改革（六・三・三制の実施、新制高等学校の発足）
  - 高等女学校が廃止され、新制高等学校が発足。旧高等女学校の多くが女子高等学校となる。
  - 高等女学校卒業生[注 10]を新制高校3年、高等女学校4年修了者[注 9]を新制高校2年として編入。
  - 併設中学校卒業生[注 8]を新制高校1年とする。
  - 併設中学校は高等学校に継承され（名称:高等学校併設中学校）、在校生が3年生[注 7]のみとなる。私立に関しては生徒募集を継続し、現在でも中高一貫校として残す学校が多い。

【高等女学校から新制高等学校への移行】
|                          | 1946年度 （昭和21年度） | 1947年度 （昭和22年度）                                           | 1948年度 （昭和23年度）                                             | 1949年度 （昭和24年度） | 1950年度 （昭和25年度） | 1951年度 （昭和26年度） |
| ------------------------ | ----------------------- | ----------------------------------------------------------------- | ------------------------------------------------------------------- | ----------------------- | ----------------------- | ----------------------- |
|                          |                         | 学制改革 高等女学校の募集を停止 新制中学校が発足 新制中学校を併設 | 学制改革 高等女学校を廃止 新制高等学校が発足 年度末で併設中学校廃止 |                         |                         |                         |
| 1943年（昭和18年）入学生 | 高等女学校4年           | 高等女学校5年                                                     | 新制高校3年                                                         |                         |                         |                         |
| 1944年（昭和19年）入学生 | 高等女学校3年           | 高等女学校4年                                                     | 新制高校2年                                                         | 新制高校3年             |                         |                         |
| 1945年（昭和20年）入学生 | 高等女学校2年           | 併設（新制）中学3年                                               | 新制高校1年                                                         | 新制高校2年             | 新制高校3年             |                         |
| 1946年（昭和21年）入学生 | 高等女学校1年           | 併設（新制）中学2年                                               | 併設（新制）中学3年                                                 | 新制高校1年             | 新制高校2年             | 新制高校3年             |

- 1948年（昭和23年）以降 - 高校三原則に基づく公立高等学校の再編
  - 旧制中学校・実業学校を前身とする高等学校と統合され、総合制高等学校（男女共学）が徐々に増加する。
  - 総合制高等学校となった数年後、実業科が分離し、実業（工業・農業・商業）高等学校として独立する例も多かった。
  - 統合を行わず共学化した学校もある。また、現在まで女子高等学校で存続する学校もある。（群馬県・埼玉県・栃木県など北関東地域に多数存在。宮城県・福島県などの南東北地域の女子高等学校は21世紀に入り男女共学化した。）
  - 男女共学となったが、高等女学校であったという歴史的背景により男子の入学生が少なく、しまいには男子の在籍が0となり、実質女子校となっている学校もある。
  - 私立の高等女学校は大半が女子高等学校として存続したが、21世紀以降は生徒数減少の影響を受けて共学化に舵を切る学校が増加している。
- 1949年（昭和24年）3月31日 - 最後の卒業生[注 7]を送り出し、併設中学校が廃止される。
  - ただし私立の高等学校に関しては併設中学校を廃止せず、現在まで中高一貫校として残っている学校が多い。

## 教育方針
高等女学校における教育は、1879年（明治12年）9月29日公布の「教育令」第42条に見られるように、「男女別学」としての女子教育の位置付けであった。その内容は、「賢母良妻タラシムルノ素養ヲ為スニ在リ、故二優美高尚ノ気風、温良貞淑ノ資性ヲ涵養スルト倶ニ中人以上ノ生活ニ必須ナル学術技芸ヲ知得セシメンコトヲ要ス」（明治32年、樺山資紀文相発言）とされるように、「家庭婦人」としての技芸教養の習得の場とされ、高等専門教育は必要ないとされていた向きがある。

## 進路
女性の「社会進出」という側面が現代に比べて制限されていた時代の教育であり、高等女学校からの進学先は、高等女学校の専攻科及び高等科・師範学校の女子部・女子高等師範学校・女子専門学校・一部の私立大学などに限られ、実際にこれら高等教育機関に進学した者は第二次世界大戦期を通して1%に満たなかった。高等専門教育機関である大学が女子に門戸を開放したのも、第二次世界大戦後まで先送りされていたことからも、高等女学校が中等教育機関として地域及び社会に与えた影響は大きい。

## 設置数
男子の旧制中学校に比べ高等女学校の設置数は多く、女子が普通中等教育を受けるだけの門戸は広かった。1910年（明治43年）には193校であった高等女学校数はわずか10年後（1920年（大正9年））で倍増し、在籍する生徒数も1925年（大正14年）には5倍近くまで膨れ、在籍生徒数も同時期の（男子の）中学校在籍者数を上回るほどだった。男子の教育が“農業・工業等の産業従事や兵役への即戦力”の育成が求められた結果、中学校進学を制限する必要があったのに対し、社会進出が制限された女子への教育はそこまでの必要性がなかったからと思われる。実科高等女学校が設置されていったことも、都市部だけでなく農村部にも高等女学校が普及していくきっかけとなった。旧制中学校は設置が事実上制限されていて、都道府県市町村が自由に設置できなかったが、高等女学校についてはそこまで制限が厳しくなかった。
1905年には5%にも満たなかった高等女学校進学率は、女子の尋常小学校就学率がほぼ100%になる1910年辺りから徐々に高まり、1920年には9%、1925年には15%近くにまで上昇し、ほぼマス段階に入った。

## 作品
- 藪の鶯（三宅花圃） 1888年初出
- 花物語（吉屋信子） 1916年初出
- 乙女の港（川端康成） 1937年-1938年連載
- 森（野上弥生子） 1972年-1985年新潮で連載。明治女学校を舞台に作者の自伝的小説。
- はいからさんが通る（大和和紀） 1975年初出
- 大正野球娘。（神楽坂淳） 2007年初出